# Турбина Теслы

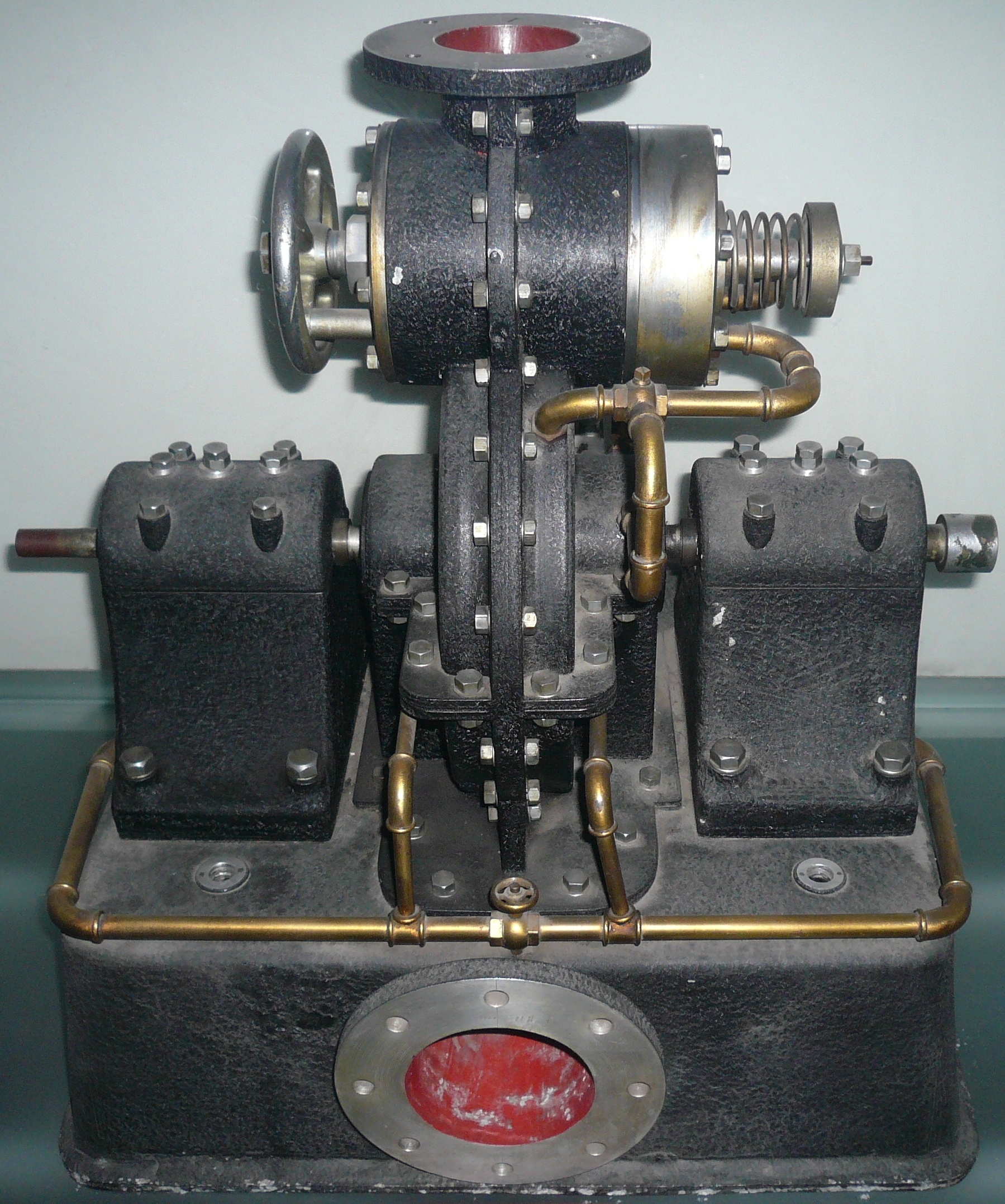
Турбина Теслы в Музее Николы Теслы

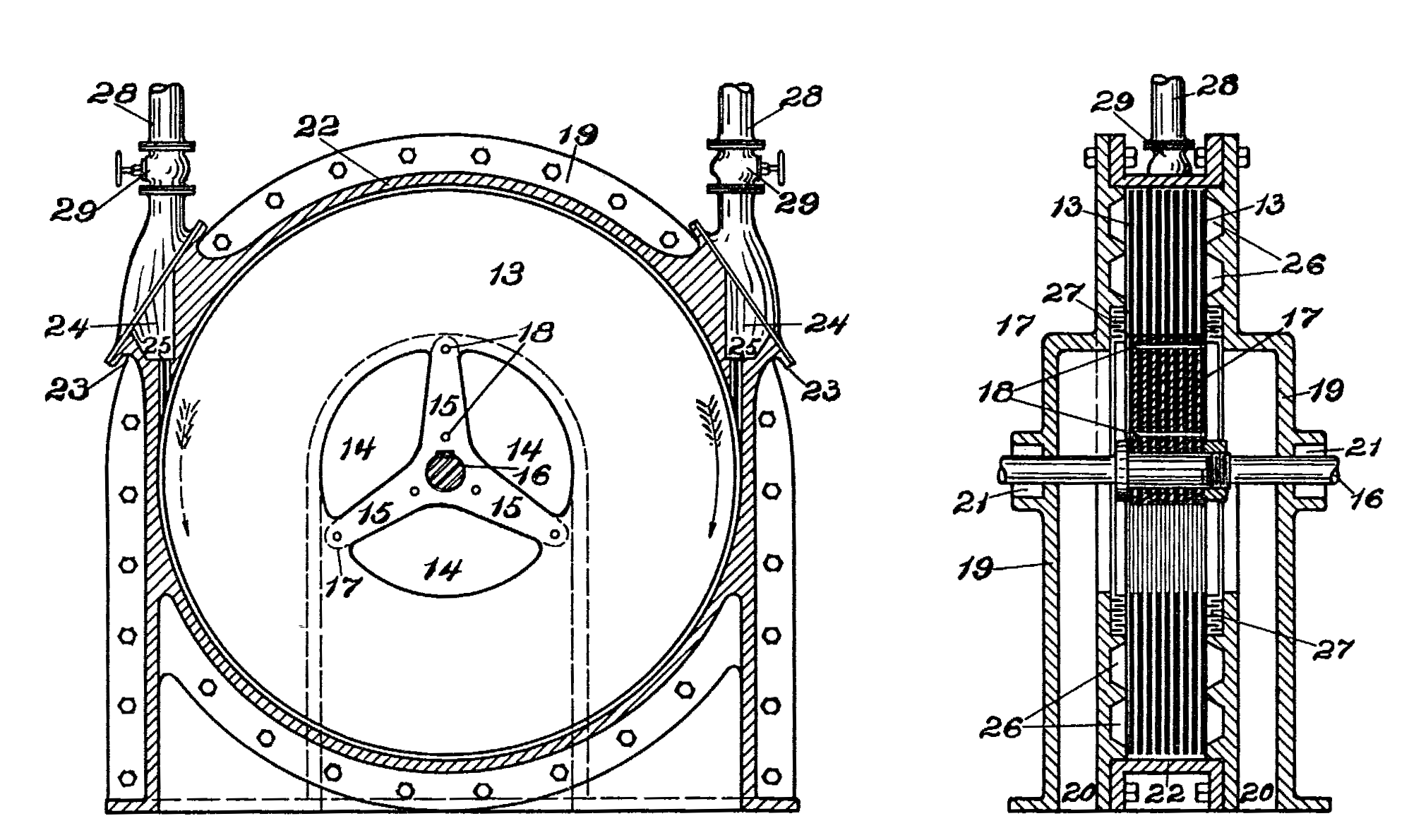
Турбина Теслы. Чертёж из патента

Турбина Теслы — безлопастная центростремительная турбина, запатентованная Николой Теслой в 1913 году. Её часто называют безлопастной турбиной, поскольку в ней используется эффект пограничного слоя, а не давление жидкости или пара на лопатки, как в традиционной турбине. Турбина Теслы также известна как турбина пограничного слоя и турбина слоя Прандтля (в честь Людвига Прандтля). Учёные-биоинженеры называют её многодисковым центробежным насосом. Одним из желаемых применений данной турбины изобретатель видел в геотермальной энергетике, описанной в книге «Our Future Motive Power».

## Принцип действия, достоинства и недостатки
Во времена Теслы КПД традиционных турбин был низок, так как не было аэродинамической теории, необходимой для создания эффективных лопаток, а низкое качество материалов для лопаток накладывало серьёзные ограничения на рабочие скорости и температуры. КПД традиционной турбины связан с разностью давлений на входе и выходе. Для достижения более высокой разности давлений используются горячие газы, такие, например, как перегретый пар в паровых турбинах и продукты сгорания топлива в газовых, поэтому для достижения высокого КПД необходимы жаропрочные материалы. Если турбина использует газ, который при комнатной температуре становится жидкостью, то можно на выходе использовать конденсатор, чтобы увеличить разность давлений. 
Турбина Теслы отличается от традиционной турбины механизмом передачи энергии на вал. Она состоит из набора гладких дисков и форсунок, направляющих рабочий газ к краю диска. Газ вращает диск посредством адгезии пограничного слоя и вязкого трения и замедляется, вращаясь по спирали. 
Турбина Теслы не имеет лопаток и возникающих из-за них недостатков: ротор не имеет выступов и потому прочен. Тем не менее, у неё имеются динамические потери и ограничения на скорость потока. Небольшой поток (нагрузка) даёт высокий КПД, а сильный поток увеличивает потери в турбине и снижает его, что, однако, характерно не только для турбины Теслы.
Диски должны быть очень тонкими по краям, чтобы не создавать турбулентность в рабочем теле. Это приводит к необходимости увеличения числа дисков при увеличении скорости потока. Максимальный КПД этой системы достигается, когда междисковое расстояние приблизительно равно толщине пограничного слоя. Поскольку толщина пограничного слоя зависит от вязкости и давления, утверждение, что один и тот же проект турбины может эффективно использоваться для различных жидкостей и газов, является некорректным.  
Исследования показывают, что для поддержания высокого КПД скорость потока между дисками должна поддерживаться на относительно низком уровне. При слабом потоке траектория протекания рабочего тела от входа в турбину к выходу имеет много витков. При сильном потоке число оборотов спирали падает, и она становится короче, что снижает КПД, потому что газ (жидкость) меньше контактирует с дисками, а значит, передаёт меньше энергии. 
КПД газовой турбины Теслы превышает 60% и достигает более 95 %. Но не стоит путать турбинный КПД с общим КПД двигателя, который использует данную турбину. Осевые турбины, которые сейчас используются в паровых установках и реактивных двигателях, имеют КПД около 60—70 %, ограниченный величиной КПД соответствующего цикла Карно, а для силовой установки он достигает лишь 25—42 %. Тесла утверждал, что паровая версия его турбины может достигать 95 %. Натурные испытания паровой турбины Теслы на заводах Westinghouse показали паровую мощность в 38 фунтов на лошадиную силу в час, соответствующую КПД турбины в диапазоне 20 %.
В 1950-х годах Уоррен Райс попытался повторить эксперименты Теслы, но проводил их не на турбине, построенной в строгом соответствии с запатентованным образцом. Райс экспериментировал с однодисковой воздушной системой. Тестируемая турбина Райса показала эффективность 36-41% при использовании одного диска. Более высокая эффективность должна достигаться при использовании конструкции Теслы.
В своей последней работе с турбиной Теслы Райс провёл масштабный анализ модели ламинарного потока в многодисковой турбине. Очень сильное утверждение для эффективности турбины (в отличие от эффективности прибора в целом) для этой конструкции было опубликовано в 1991 году под названием «Турбомашина Теслы». В статье сказано:
При правильном использовании аналитических результатов эффективность турбины при использовании ламинарного потока может быть очень высокой, даже выше 95 %. Однако, чтобы добиться высокой эффективности турбины, скорость потока должна быть небольшой, что означает, что большая эффективность турбины достигается за счет использования большого числа дисков и, следовательно, физически большой турбины.
Современные многоступенчатые лопастные турбины обычно достигают эффективности 60—70 %, в то время как большие паровые турбины часто показывают турбинную эффективность более 90 % на практике. Спиральный ротор подходящий для турбины Теслы разумного размера для обычных жидкостей (пара, газа, воды), как ожидается, должен показать эффективность в районе 60—70 %, а возможно и выше.